# Reva Brooks
Reva Brooks nacida como Reva Silverman (Toronto, mayo de 1913-San Miguel de Allende, 24 de enero de 2004) fue una fotógrafa canadiense que realizó gran parte de su trabajo en San Miguel de Allende y sus alrededores en México. El Museo de Arte Moderno de San Francisco eligió a Reva Brooks como una de las 50 mejores fotógrafas de la historia.

## Biografía

### Primeros años
Nació en Toronto, Ontario, en mayo de 1913. Sus padres, Moritz Silverman y Jenny Kleinberg, habían emigrado a Canadá desde Polonia. Moritz llegó a Toronto en 1905 y comenzó a trabajar en el distrito de la confección judía en Spadina Avenue, y después de tres años había ahorrado suficiente dinero para enviar a buscar a Jenny, con quien se casó de inmediato. Moritz Silverman se instaló en una sastrería y planchado, donde se criaron Reva y sus seis hermanos.
En 1935 se casó con el artista Frank Leonard Brooks. Mientras estaban de viaje a San Miguel de Allende ella se dedicó a la fotografía. La pareja fueron los primeros miembros de lo que se convirtió en una conocida colonia de artistas en esa ciudad. Llegaron en 1947, planearon quedarse durante un año mientras Frank Brooks estudiaba pintura y finalmente se quedaron cincuenta años.

### Carrera
En septiembre-octubre de 1950, antes de la inauguración oficial del Instituto Allende en San Miguel, se realizó una exposición de obras de artistas locales. En este espectáculo se incluyeron obras de Leonard y Reva Brooks. La fotografía de Reva Brooks fue reconocida y elogiada por primera vez por Minor White en 1952, cuando el retrato de Reva de Anciana (Dona Chencha), de rostro solemne, fue reproducido en la tercera portada de Aperture, una publicación incipiente con la misión de ser un foro para el avance de excelencia en fotografía. Ese mismo año, Reva Brooks vendió una de sus fotografías más famosas, Confrontation, una fotografía tomada por Brooks en 1948 de una madre en duelo por la muerte de su hijo, a Edward Steichen, director de fotografía del Museo de Arte Moderno (MOMA) de Nueva York, y en 1955 la obra se incluyó en la exposición The Family of Man del MOMA, una de las primeras grandes exposiciones de fotografía. Muy ampliada con respecto a la impresión original, fue la primera que se vio entre las obras de fotógrafos conocidos, como Roman Vishniac. En 1975, Dead Child, del niño de Confrontation, fue incluida en su serie de cinco fotografías en la exposición Women of Photography: An Historical Survey, en el Museo de Arte Moderno de San Francisco. Atrajo nueva atención a Reva, identificándola como la fotógrafa líder en México y Canadá.
Reva Brooks (con su marido Leonard) expuso en la Eaton's Art Gallery, Toronto, en 1949. La EXPO'67 en la Exposición Internacional de Fotografía: La cámara como testigo proporcionó un foro más amplio para su trabajo. Aunque los fotógrafos individuales permanecieron anónimos a favor de un tema global de optimismo, las imágenes de Reva eran identificables por tema debido a su interés humano. Su trabajo fue visto por grandes fotógrafos de la época como Inge Morath.
En 1976, su obra fue incluida en una exposición en la Galería Nacional de Canadá, y en 1989, en la Galería de Arte de Windsor, Ontario. La primera exposición individual de Reva Brooks fue en 1998 en la Galería Stephen Bulger, Toronto, seguida de una exposición conjunta con Leonard Brooks en la Galería Edward Day de Kingston, Ontario. Participó en muchas exposiciones en Canadá y en el extranjero, como su retrospectiva en el Museo Canadiense de Fotografía Contemporánea de Ottawa, en 2000, y su última exposición individual fue una retrospectiva en la Galería de Arte de Ontario en 2002.
Falleció en San Miguel de Allende en 2004.